# Saint-Genis-sur-Menthon
Saint-Genis-sur-Menthon és un municipi francès situat al departament de l'Ain i a la regió d'Alvèrnia-Roine-Alps. L'any 2007 tenia 395 habitants.

## Demografia

### Població
El 2007 la població de fet de Saint-Genis-sur-Menthon era de 395 persones. Hi havia 148 famílies de les quals 44 eren unipersonals (16 homes vivint sols i 28 dones vivint soles), 44 parelles sense fills, 56 parelles amb fills i 4 famílies monoparentals amb fills.
La població ha evolucionat segons el següent gràfic:
Habitants censats

### Habitatges
El 2007 hi havia 184 habitatges, 156 eren l'habitatge principal de la família, 9 eren segones residències i 19 estaven desocupats. 154 eren cases i 29 eren apartaments. Dels 156 habitatges principals, 123 estaven ocupats pels seus propietaris, 30 estaven llogats i ocupats pels llogaters i 3 estaven cedits a títol gratuït; 1 tenia una cambra, 3 en tenien dues, 12 en tenien tres, 42 en tenien quatre i 98 en tenien cinc o més. 145 habitatges disposaven pel capbaix d'una plaça de pàrquing. A 56 habitatges hi havia un automòbil i a 90 n'hi havia dos o més.

### Piràmide de població
La piràmide de població per edats i sexe el 2009 era:
| Homes | Edats   | Dones |
| ----- | ------- | ----- |
| 0     | 95 o +  | 0     |
| 0     | 90 a 94 | 0     |
| 12    | 85 a 89 | 0     |
| 4     | 80 a 84 | 4     |
| 0     | 75 a 79 | 12    |
| 16    | 70 a 74 | 12    |
| 4     | 65 a 69 | 8     |
| 4     | 60 a 64 | 4     |
| 8     | 55 a 59 | 8     |
| 12    | 50 a 54 | 8     |
| 12    | 45 a 49 | 8     |
| 16    | 40 a 44 | 20    |
| 20    | 35 a 39 | 12    |
| 20    | 30 a 34 | 24    |
| 0     | 25 a 29 | 4     |
| 4     | 20 a 24 | 4     |
| 4     | 15 a 19 | 16    |
| 32    | 10 a 14 | 16    |
| 16    | 5 a 9   | 8     |
| 16    | 0 a 4   | 8     |

## Economia
El 2007 la població en edat de treballar era de 268 persones, 212 eren actives i 56 eren inactives. De les 212 persones actives 203 estaven ocupades (118 homes i 85 dones) i 9 estaven aturades (1 home i 8 dones). De les 56 persones inactives 18 estaven jubilades, 24 estaven estudiant i 14 estaven classificades com a «altres inactius».

### Ingressos
El 2009 a Saint-Genis-sur-Menthon hi havia 159 unitats fiscals que integraven 404 persones, la mediana anual d'ingressos fiscals per persona era de 19.743 €.

### Activitats econòmiques
Dels 9 establiments que hi havia el 2007, 1 era d'una empresa de fabricació de material elèctric, 2 d'empreses de fabricació d'altres productes industrials, 1 d'una empresa de comerç i reparació d'automòbils, 1 d'una empresa de transport, 1 d'una empresa d'hostatgeria i restauració i 3 d'empreses de serveis.
L'any 2000 a Saint-Genis-sur-Menthon hi havia 18 explotacions agrícoles que ocupaven un total de 1.020 hectàrees.

## Equipaments sanitaris i escolars
El 2009 hi havia una escola elemental integrada dins d'un grup escolar amb les comunes properes formant una escola dispersa.

## Poblacions més properes
El següent diagrama mostra les poblacions més properes.